# Улрих фон Епенщайн (Щирия)
Улрих фон Епенщайн (на немски: Ulrich von Eppenstein; † 1120) е благородник от фамилията на графовете от род Епенщайн в Щирия. Той е баща на графовете фон Феринген.

## Биография
Син е на Луитполд фон Епенщайн († 1090), който е от 1077 до 1090 г. е херцог на Каринтия, маркграф на Верона и фогт на Аквилея. Внук е на херцог Маркварт IV от Каринтската марка († 16 юни 1076) и съпругата му графиня Луитбурга фон Плайн († сл. 15 ноември 1065), дъщеря на граф Луитполд II фон Плайн († пр. 1103). Правнук е на херцог и маркграф Адалберо от Епенщайн († 28 ноември 1039) и принцеса Беатриса Швабска († 1025). Баща му е брат на Хайнрих III († 1122), херцог на Каринтия, маркграф на Истрия и Крайна, и на Улрих фон Епенщайн († 1121), патриарх на Аквилея (1086 – 1121), и Херман († 1087), антиепископ на Пасау (1085 – 1087).
Баща му Луитполд фон Епенщайн строи замък Епенщайн в Щирия, на когото по-късно родът е наречен. Синът му граф Марквард вероятно построява замък Феринген до Зигмаринген през 1100 – 1130 г. в село Ферингендорф и започва да се нарича на него.

## Деца
Улрих фон Епенщайн има един син:
- Марквард I фон Феринген-Зигмаринген († между 6 май и 31 декември 1165), граф на Феринген, Зигмаринген и Шварцах, женен за фон Неленбург, дъщеря наследничка на Еберхард фон Неленбург († сл. 1112); баща на:
  - Манеголд I фон Феринген († сл. 3 май 1186), баща на:
    - Волфрад I фон Феринген († сл. 1216), граф на Феринген, женен за Берхун фон Кирхберг († 1220), омъжена след това за Витегов фон Албек († сл. 1190); синовете му наследяват Неленбург
    - Хайнрих († 1223), княжески епископ на Щрасбург (1202 – 1223)
    - Вилибирг фон Феринген, омъжена пр. 10 март 1169 г. за Рудолф I фон Фац († 1194/1200)

  - Хайнрих I фон Феринген († 1 септември 1190 в кръстоносен поход), граф на Феринген
  - Улрих фон Неленбург († 15 януари 1200), абат на манастир „Ст. Гален“ (1198/1199)